# Bonner Pitaval: Die Affäre Heyde-Sawade
Die Affäre Heyde-Sawade (Reihentitel: Bonner Pitaval: Die Affäre Heyde-Sawade) ist ein Film des Deutschen Fernsehfunks von Walter Jupé und Friedrich Karl Kaul über den Kriminalfall des Dr. Werner Heyde, hergestellt im Defa-Studio für Spielfilme (Gruppe Berlin).

## Handlung
Nachdem er in der NS-Zeit an mehr als an 100.000 Euthanasieverbrechen beteiligt war, führt der ehemalige SS-Psychiater und Mediziner Dr. Werner Heyde nach dem Krieg unter falschem Namen („Fritz Sawade“) ein unbehelligtes Leben in Westdeutschland. Mit Hilfe von Mitwissern gelingt es ihm, eine Anstellung als medizinischer Sachverständiger zu erhalten. Seine wahre Identität bleibt über viele Jahre im Dunkeln. Seine Frau hat ihn für tot erklären lassen und bezieht die Pension einer Witwe eines Psychologie-Professors. Nachdem er zehn Jahre lang unerkannt geblieben ist, wird Dr. Heyde eines Tages enttarnt und verhaftet und kurz vor Beginn der Gerichtsverhandlung tot in seiner Zelle aufgefunden. Die Filmhandlung beruht auf dem authentischen Fall des Dr. Werner Heyde.

## Hintergrund
Der Reihentitel Bonner Pitaval knüpft an die Frühzeit der Kriminalliteratur an. Friedrich Schiller hatte seinerzeit die Werke des französischen Anwaltes François Gayot de Pitaval (1673–1743) herausgegeben, der zwischen 1734 und 1743 unter dem Titel Causes célèbres et intéressantes („Berühmte und interessante Kriminalfälle“) eine aus insgesamt 22 Einzelbänden bestehende Buchreihe veröffentlicht hatte. Darin wurden kuriose und Aufsehen erregende Gerichtsfälle für das breite Publikum verständlich dargestellt. Pitaval kam es nicht nur auf die Hintergründe der Tat, sondern besonders auf die Psychologie der Täter an.
Hieran wollte Friedrich Karl Kaul mit dem Namen seiner DDR-Filmreihe anknüpfen. An den Anfang stellte er die Affäre Heyde-Sawade, da sie die seiner Meinung nach in der Bundesrepublik herrschenden Missstände am klarsten vor Augen führen konnte. Die Deutung des dokumentarischen Spielfilms über Werner Heyde überlässt der DDR-Anwalt und Drehbuchautor keineswegs dem Zuschauer. Vielmehr klärt Kaul in einer abschließenden Lesung aus seinem ein Jahr vor der Fernsehausstrahlung über den Fall veröffentlichten Buch noch einmal detailliert über Hintergründe, Beteiligte und Mitwisser der Geschehnisse auf und erklärt die politische Bedeutung des Falls. Für Kaul war das nationalsozialistisches Erbe ein genuines Element der westdeutschen Gesellschaft und der Fall Heyde nur einer unter vielen in der Bundesrepublik der Ära Adenauer. Obgleich der Film eine eindeutig propagandistische Machart und Stoßrichtung aufweist, gehört er wie die meisten Episoden aus Kauls Bonner-Pitaval-Reihe zu den anspruchsvolleren Kriminalverfilmungen der DDR-Filmkunst.

## Kritik
Der film-dienst bezeichnete Die Affäre Heyde-Sawade als „Fernsehfilm der populären Reihe ‚Das Fernseh-Pitaval‘, die authentische politische Kriminalfälle vor dem Hintergrund historischer Entwicklungen beleuchtet und dabei stets gegen die ‚Klassenjustiz‘ in der Weimarer Republik bzw. der Bundesrepublik zielt.“